# Villa comunale Karol Wojtyla
La Villa comunale Karol Wojtyla, meglio nota ai cittadini come Villa Comunale, è un ampio parco situato a Foggia. Essa si trova in uno dei più antichi quartieri di Foggia, il quartiere Ferrovia, e si affaccia su Piazza Cavour fiancheggiando la Fontana del Sele e il Palazzo dell'Acquedotto.

## Storia e descrizione
La Villa Comunale, poi ribattezzata Villa Comunale Karol Wojtyla, in onore di papa Giovanni Paolo II,  è uno dei luoghi di maggior vanto per la città.

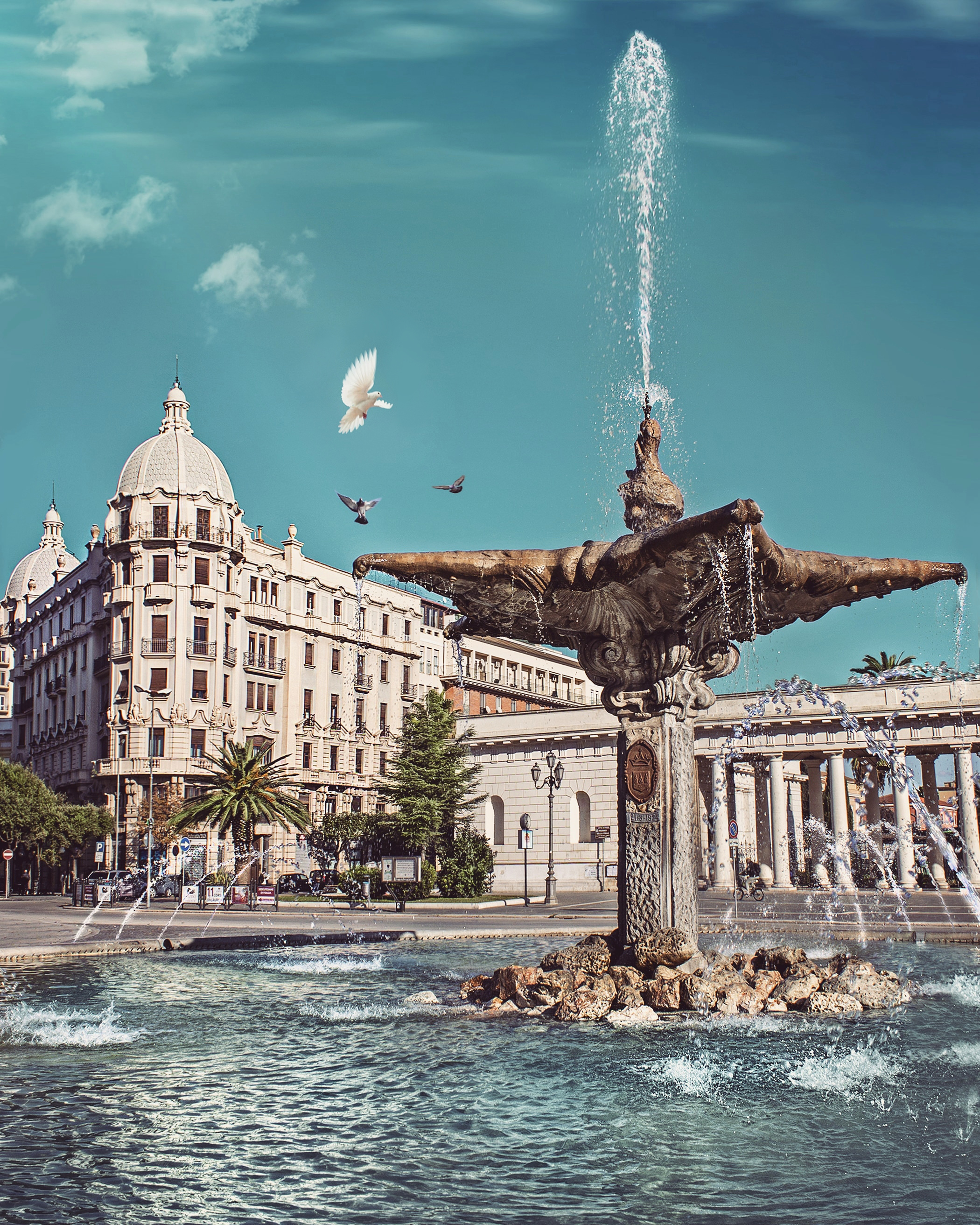
Piazza Cavour (in foto: il Palazzo dell'Acquedotto, la Fontana del Sele e il pronao della Villa Comunale).

I lavori per la costruzione iniziarono il 12 gennaio 1820 (durante il regno di Ferdinando I delle due Sicilie) quando l'Intendente di Capitanata Nicola Intonti promosse la realizzazione di una grande area verde per il tempo libero e lo svago dei cittadini. Il progetto venne affidato all'ingegnere Luigi Oberty e al maestro giardiniere Camillo de Tommaso.